# Rogi André
Rogi André, nascuda com a Rosa Klein, (Budapest, 10 d'agost de 1900 - París, 11 d'abril de 1970) fou una fotògrafa i pintora francesa d'origen hongarès.
Nascuda a Budapest, filla de pare metge i mare mestressa de casa, realitza la seva formació a l'Escola de Belles Arts de Budapest i també rep estudis de violí. El 1925, atreta per la bohèmia parisenca, on es troben els grans artistes del moment, es trasllada i s'instal·la a París. Allà, frecuentarà la comunitat hongaresa on es troben polítics i artistes. En 1928 compon la seva primera col·lecció de nus, considerats com a fetitxistes. Coneix a Lisette Model, amb qui surt a fer fotos per París. Lisette juntament amb el fotògraf André Kertész, que vivia en el mateix edifici i amb qui es casarà el 1929, la inicien en la fotografia. La seva relació amb Kerész, però, duraria poc, ja que aquell la va abondonar ben aviat, divorciant-se en 1932. Entre els anys 1930 i 1950 es dedica a produir una extensa galeria de retrats de pintors, escultors, literats, dissenyadors i grafistes i altres autoritats artístiques destacades de l'època, com Pablo Picasso, André Derain, Vassili Kandinski, Fernand Léger, Le Corbusier, René Crevel, Antonin Artaud, Dora Maar i André Breton, entre d'altres. En 1935 el també fotògraf i crític fotogràfic Emmanuel Sougez publica en Arts et Métiers graphiques «Deux femmes, quatre-vingts hommes», un article on compara la fotografia de Rogi André i Laure Albin Guillot. En 1936 participa en l'Exposition Internationaie de la Photographie Contemporaine de París amb quatre retrats. 1937, exposa a la mostra celebrada al Museu d'Art Modern de Nova York, Photography, 1839-1937. La seva obra figura al catàleg de nombroses exposicions celebrades a la Galerie Chasseur d'images de París i en l'exposició de l'École Française de Photographie de Copenhague.
En 1941, durant la Segona Guerra Mundial, es veu obligada a fugir i poc després acaba amagant-se a París, sota l'empar de la galerista Jeanne Bucher. Fins 1962, Rogi que viu en una extrema precarietat, freqüenta l'Acadèmia del pintor Andre Lhote durant un temps i, a partir de 1950 es consagra novament a la pintura, encara que continua fent alguns treballs fotogràfics per encàrrec. Una amiga, Bernardette Dufort, que regenta un laboratori, es presta generosament a revelar les seves plaques gratuïtament. L'abril de 1970 mor a París sumida en la pobresa, i totes les seves modestes pertinences, introduïdes en cistelles, es posen a la venda a l'Hotel Drouot. Una part del seu arxiu, i dels seus tiratges, però, se salven del desastre gràcies als esforços de Jean Claude Lemagny, i posteriorment, a l'adquisició del fons per la Biblioteca Nacional de França.